# Алексеєнко Михайло Іванович
Миха́йло Іва́нович Алексеєнко (5 жовтня 1920, Келеберда — 31 жовтня 1981) — радянський військовий діяч, генерал-лейтенант авіації.

## Біографія
Народився 5 жовтня 1920 року в селі Келеберді (нині Черкаського району Черкаської області) в багатодітній селянській родині. Українець.
З 1930 року знаходився на утриманні старших братів, які працювали на будівництві військового заводу № 9 в Шостці, а потім на будівництві електростанції в Києві. Закінчив середню школу № 95 в Києві і поступив до Київського індустріального інституту. В липні 1940 року, на 4-му курсі навчання, за мобілізацією ЦК ЛКСМУ, направлений для організації комсомолу в Чернівці, де був обраний секретарем міського комітету по пропаганді.
У грудні 1940 року призваний у Червону армію Чернівецьким райвійськкоматом. Служив у 32-му стрілецькому полку 18-ї стрілецької дивізії Орловського військового округу у місті Воронежі. У лютому 1941 року став курсантом військово-політичних курсів молодших політичних керівників ОрлВО в місті Курську.

### Німецько-радянська війна
Учасник німецько-радянської війни з 1941 року. У серпні 1941 року, у званні червоноармійця, був направлений на Кримський фронт у 865-й стрілецький полк 271-ї стрілецької дивізії 51-ї армії секретарем бюро ВЛКСМ. В серпні 1942 року призначений відповідальним секретарем бюро ВЛКСМ 105-го стрілецького полку 77-ї стрілецької дивізії 47-ї армії по роботі серед комсомольців. У січні 1943 року призначений на посаду старшого інструктора комсомольського відділу політуправління Північно-Кавказького фронту. Брав участь у висадці десанту на західному березі Цемеської бухти в районі Мисхако, де отримав контузію та легке поранення в голову. В січні 1944 року призначений помічником політвідділу 4-ї повітряної армії по роботі серед комсомольців. На цій посаді працював до червня 1946 року, після чого призначений в Москву на посаду заступника начальника комсомольського відділу ВПС.

### Повоєнні роки
З вересня 1948 року працював у Хабаровську, у політичному відділі ВПС Далекого Сходу. З 1949-го по 1953 рік слухач Військово-політичної академії імені В. І. Леніна, після закінчення якої призначений начальником політичного відділу 20-ї винищувальної авіаційної дивізії у Карелії. З 1959 року в Мінську — перший заступник начальника політичного відділу 26-ї повітряної армії. У 1960-1962 роках слухач Військової академії Генерального штабу ЗС СРСР. З 1965 року — генерал-майор авіації. З 1968 року на посаді начальника політичного відділу очолював службу в 57-й, а потім в 14-й військово-повітряних арміях. З 1975 року генерал-лейтенант.

Могила Михайла Алексеєнка.

Після звільнення в запас, проживав у Києві. Помер 31 жовтня 1981 року. Похований в Києві на Лук'янівському військовому цвинтарі.

## Нагороди
Нагороджений:
- ордени: три Червоного Прапора, Вітчизняної війни 1-го та 2-го ступенів, два Червоної Зірки, Жовтневої Революції;
- медалі: радянські «За бойові заслуги», «За оборону Кавказу», «За взяття Кенігсберга», «За перемогу над Німеччиною», «За бездоганну службу» 1-го ступеня, німецька Золота медаль Артура Беккера та польська «За Одру, Нису і Балтику».